# Sieversia brevifolia
Sieversia brevifolia là loài thực vật có hoa trong họ Hoa hồng. Loài này được (Greene) Rydb. miêu tả khoa học đầu tiên năm 1913.